# Dương Thận
Dương Thận (giản thể: 杨慎; phồn thể: 楊慎; bính âm: Yáng Shèn) (1488 - 1559) là nhân vật chính trị và nhà văn nổi tiếng của Trung Quốc thời nhà Minh. Dương Thận tự Dụng Tu, hiệu Thăng Am, biệt hiệu Bác Nam Sơn nhân, Bác Nam thủ sử, người Tân Đô, Tứ Xuyên (nay thuộc Thành Đô), nguyên quán ở Lư Lăng, Giang Tây, là con của Nội các thủ phụ Dương Đình Hòa, đỗ Trạng nguyên thời Minh Vũ Tông, sau sự kiện Đại lễ nghị bị biếm ra Vân Nam rồi mất, đặt thụy là Văn Hiến. Dương Thận là một trong tam đại tài tử thời Minh cùng với Giải Tấn và Từ Vị.

## Cuộc đời
Dương Thận 7 tuổi học văn, 11 tuổi làm thơ, 12 tuổi đã phóng tác Cổ chiến trường văn, Quá Tần luận, mọi người đều cho là lạ. Sau khi lên kinh có làm bài Hoàng diệp thị, được Lý Đông Dương tán thưởng, nhượng làm thầy. Năm Chính Đức thứ 6 đời Minh Vũ Tông (1511) Dương Thận đỗ trạng nguyên khoa Tân Mùi, tiến sĩ cập đệ, nhận chức Hàn lâm tu soạn. Tháng 8 năm Chính Đức thứ 12 (1517), Minh Vũ Tông vi hành ra Cư Dung Quan, Dương Thận dâng sớ can gián không được, bị bức phải về quê.
Minh Thế Tông lên ngôi, Dương Thận lại được triệu ra Bắc Kinh nhậm chức Kinh Diên giảng quan. Đến năm Gia Tĩnh thứ 3 (1524) xảy ra sự kiện Đại lễ nghị, Dương Thận cùng Vương Nguyên Chính cả thảy hơn 200 người liều chết nằm khóc tại Tả Thuận Môn, tự nói: "Quốc gia nuôi kẻ sĩ 150 năm, trọng tiết tử nghĩa, chính là lúc này". Số người bị đánh chết là 16 người. Mười ngày sau, Thế Tông vẫn chưa nguôi giận, lại ra lệnh đánh Dương Thận. Sau đó bị đày đi Vĩnh Xương (Vân Nam) sung quân, ở Vân Nam hơn 30 năm, ngao du nhiều thắng cảnh hết sức phóng khoáng. Minh Thế Tông đã 6 lần đại xá nhưng Dương Thận vẫn không chịu trở lại (theo luật nhà Minh thì đến năm 60 tuổi có thể chuộc thân để về nhà nhưng không ai dám chịu nhận), năm 68 tuổi Dương Thận về Lư Châu ở 3 năm, rồi lại bị áp giải về Nam Xương, đến tháng 7 năm Gia Tĩnh thứ 38 (1559) thì mất. Đầu năm Long Khánh thời Minh Mục Tông được tặng là Quang Lộc thiếu khanh, năm Thiên Khải thời Minh Hy Tông được truy đặt tên thụy là Văn Hiến.

## Tác phẩm
Dương Thận là nhà thơ, nhà văn rất nổi tiếng thời nhà Minh, Minh sử đã nhận xét: "Minh thế ký tụng chi bác, trước tác chi phú, suy Thận vi đệ nhất. Thi văn ngoại, tạp trước chí nhất bách dư chủng, tính ư hành thế" (Ghi chép rộng, trước tác nhiều, Thận là đệ nhất. Ngoài thơ văn, các sáng tác khác có tới hơn trăm loại lưu truyền ở đời). Tác phẩm chủ yếu của Dương Thận là Điền Trình ký, Đơn duyên tổng lục, Cổ âm lạp yếu, Toàn Thục văn nghệ chí, Xuân Thu địa danh khảo...
Một trong những tác phẩm nổi tiếng nhất của Dương Thận là bài từ theo điệu Lâm giang tiên thuộc đoạn thứ ba của Thuyết Tần Hán khai trường từ trong Nhị thập nhất sử đàn từ. Bài này đã được Mao Luân và Mao Tôn Cương bổ sung vào phần mở đầu trong phiên bản hiệu đính Tam quốc diễn nghĩa do hai ông biên soạn. Bài thơ đã được phổ nhạc thành bài hát "Trường Giang cuồn cuộn chảy về Đông", bài hát mở đầu của bộ phim cùng tên thực hiện vào năm 1994.